# 玉子市場
《玉子市場》，是由京都動畫原創製作，於2013年1月9日起播放的日本深夜動畫。
剧场版《玉子爱情故事》定于2014年4月26日上映，並同時上映《南島的小迪拉》。

## 概要
2012年11月28日，京都動畫正式開設本作之官方網站，及首次對外公佈製作消息。當天深夜，同一公司製作的《中二病也要談戀愛！》第9話於TOKYO MX播放完畢後，亦揭露了有關的宣傳片。往後的數個星期，官方亦於相同時段放出包含全新概念插圖及播放消息的宣傳短片。
本作為京都動畫成立以來第二部獨自策劃的原創作品，主要製作班底與同一公司製作的《K-ON！系列》同樣以女性作為製作群的軸心。

## 故事簡介
座落於某個小鎮的兔子山商店街上，傳統糕餅店「玉屋」裡有一位十分可愛的女孩——北白川玉子。
玉子平常除了幫忙店裡的事情，亦有跟學校的好友常盤綠和牧野神奈參與舞棒部活動。雖玉屋與正對面的「大路家」是同一行業的競爭對手，兩邊的父親經常都因生意問題而喧鬧一番，不過大路家的兒子大路餅藏是玉子的好朋友，但玉子從沒注意到餅藏對她的好感。
玉子在商店街眾人的護蔭下熱鬧地渡過每一天，生活可謂過得相當愜意。
每年除夕，也就是玉子生日的同一天，往往處於兔子山商店街年末最繁忙的時刻。就在這一年，一隻懂得說人話的鳥猶如飛車般降臨到眾人面前。偶然變得越來越熱鬧的兔子山商店街，亦正式開始其稍微不同的新一年。

## 登場人物

### 主要角色
北白川玉子（聲：洲崎綾（日本）；Margaret McDonald（美国））
本作主角。暱稱小玉，於12月31日除夕出生，兔子山商店街傳統糕餅店「玉屋」的長女。
於兔子山高中就讀，第二話以前為一年級，二年級時被分入A班。是舞棒部的成員。
特徵是左邊頸下方有顆黑痣。平常會以糕餅型的髮飾束着向下垂的雙馬尾髮型，晚上休息時則多把頭髮放下。
十分喜歡餅類點心，會研究新口味以及節慶商品。但這些構思很難被當糕餅師傅的父親豆大接受。常會帶研究品去社團分享。
雖然母親於小學五年級時早逝，但似乎不明原因而把這記憶塵封起來了，有幾次差點想起這段記憶。在兔子山商店街平安成長，讓眾人非常寵愛，也關心商店街身邊的大小事，在商店街會議常提出各種商業提案。
因為生日剛巧在除夕，正好是家中餅店最忙碌的一日，商店街的街坊好友因此經常忘記贈送生日禮物給玉子。
有近視，小學時配戴眼鏡，而現在大多時佩戴隱形眼鏡，只有在洗澡後、晚上休息跟起床梳洗時才會戴回普通眼鏡。
要公開說話時會十分緊張，但平易近人的個性使她能與不同的人很快地成為朋友，不過對有關戀愛的事情非常遲鈍。
喜歡到商店街的唱片咖啡廳喝咖啡，但是總是受不了咖啡的苦味而要混入很多牛奶來喝；到咖啡廳除了喝咖啡之外，還想找到她小時候媽媽常唱的歌曲。终於因為父親豆大休息時候唱了一小段剛好给玉子聽到，先發現原來是豆大作给母親的歌，才知道母親是音痴。
不會游泳的旱鴨子，平時都靠小綠教導下慢慢地學會游泳。
劇場版《玉子愛情故事》中升上高三，這是她人生中首次與餅藏成為同班同學。志願調查表上透露了未來想繼承玉屋。一開始被餅藏告白，面對平凡生活突如其來的轉折，感到不知所措；但後來查覺心意，結局最後對餅藏告白。
大路餅藏（聲：田丸篤志、升望（幼少期）（日本）；Clint Bickham（美国））
玉子的青梅竹馬，二年級時分入B班。電影研究會成員，經常帶著照相機。是玉子家對面餅店「大路屋」的獨子，但基本上對家業的熱心程度不如玉子。
與玉子感情很好，暗戀玉子，一直想對玉子表白，但由於時機不對及玉子戀愛遲鈍，總是無法成功。對於從小不能與玉子在學校念同個班級感到沮喪。
對玉子父親豆大表現友好，但因為豆大與他父親吾平合不來而被豆大討厭。
生於麻糬日10月10日，和玉子一樣因為家裡繁忙而不會特別慶生。
於劇場版《玉子爱情故事》中升上高三，這是他人生中首次與玉子成為同班同學。決定畢業後赴東京的大學學習電影，並鼓起勇氣與玉子告白。
鳥（迪拉·莫奇馬茲）（聲：山崎巧（日本）；Jay Hickman（美国））
本作旁白。由南方國家到來，能聽及說人話的鳥；不過眾人也不以為意的與他像普通人一樣的溝通。喜歡奇異果與芒果。因為名字與麻糬有諧音相關，初次出場時被拿來開玩笑。
最初目的是為本國王子尋找王妃，但意外地在夜來香花田中與鮮花一同被運到兔子山商店街的花店並與玉子相遇。
本來身型纖巧，但吃了玉屋的商品和玉子研究當中的糕點後變得肚滿腸肥，慢慢地開始連高飛也變得不可能，令旅行的進展一再拖延，因此居留於玉屋。
一般人把他視作玉子飼養的寵物，但他認為是玉子對他有好感才勉為其難留下來。自矜高貴，要求甚多，不吃一般的鳥飼料。
眼睛具有投影機功能，能直接與祖國的王子聯繫。但初時功能有些許故障，會投影出非通訊當下的影像，且只限於自己喪失意識時使用。
雖然是鳥，但很喜歡追求人類女性，也會偷窺女子澡堂（因而被玉子等人制裁）。異性緣差，但自認很有異性緣，對史織一見鍾情並百般求愛。
儘管個性問題，他十分懂得女生的心事，能給予女生們意見並開導她們，因此又有「紳士（Mister）」的外號。
經常以自己的文化觀點去解讀日本的事物。其中以牠本身國家的習俗，認為向牠打噴嚏是示愛的表現。
玉子、餡子對他的稱呼由「鳥先生」、「迪拉先生」變成「小迪拉」。除史織以姓氏及神奈以「紳士」稱呼他外，其他人只會叫他「鳥」。

### 兔子山高中
位於兔子山區域內，是一所有着紅磚緣瓦西式風格校舍的學校，校徽是一隻綁着紅色領巾的白兔，行男女共學制。
女生的冬天校服是無分學年，統一的白襯衣與深藍色無袖連衣裙配紅色絲帶，夏天校服則是以粉紅色為主調的短袖連衣裙。
男生的冬季校服則是白襯衫配綠色領帶配深藍色夾克，夏天不用打領帶。
常盤綠（聲：金子有希（日本）；Juliet Simmons（美国））
玉子的好友，留著一頭短金髮及一個常盤色髮夾。舞棒部成員。第9話以後擔任部長。
自小學四年級時起一直與玉子同班，直到高中二年級分入B班為止。
祖父母在兔子山商店街經營玩具店「常盤堂」，但長大後對爺爺時常提及她的童年感到難為情。喜歡的東西是熊娃娃。
做事很值得依賴，自小學起就是個受歡迎的人物，但她自己卻不以為然。
各方面都很關心玉子，時常對玉子給予包含著關懷的吐槽，同時為了讓戀愛遲鈍的玉子不受傷害，對喜歡玉子的餅藏有所干涉。
牧野神奈（聲：長妻樹里（日本）；Caitlynn French（美国））
玉子的好友，二年級時分入A班。平常會戴着糖果造型的髮夾，同為舞棒部成員。高中才開始舞棒，舞得比玉子還好，一直對部長職位虎視眈眈但期望落空。
家裡從事木匠工作，商店街不少店鋪都是她家顧客。大路屋招牌即是其父親的作品。有時會在他人面前稱父親為「師傅」。
其本人的木匠功力亦十分超卓，具有精確目測的能力，能從心計算出所需的建材數量，熱衷於修理傢俱的工作。經常在意身邊建築有沒有精確的直角。
言行舉止我行我素、不拘小節，偶爾古怪但是很懂人情世故。自稱擅長遠泳，但還是靠浮板浮袖等泳具輔助。對鳥過敏。
朝霧史織（聲：山下百合惠（日本）；Krystal LaPorte（美国））
玉子的同學，二年級時分入A班。羽毛球部成員，中學開始打羽球。外表看似冷酷而嚴肅的眼鏡少女。會根據衣服配襯不同顏色的百奇型的長柄髮夾來編側馬尾。
不擅說話，在旁人眼中孤僻，但其實內心細膩純真，一直憧憬着玉子等人之間的友情。在與玉子相處下逐漸敞開心扉，開始和玉子等人熟絡。
家中經營寵物店，但並非居住於兔子山商店街範圍，以電車代步上學。與玉子熟絡後成為了兔子山商店街的常客。
料理技術相當好。第一次舞棒便相當上手，被舞棒部部長視為人才。憎惡蚊子，打蚊子及羽毛球比賽時眼神會充滿殺氣。
八木老師（聲：成田劍）
玉子在2年A班時的班主任，新人老師。對妻子珠子（聲：雪野五月）百般愛護，無時無刻不沉浸在新婚的喜悅中。很怕鬼。
木更木夕子（聲：三上枝織）
初登場於Web Drama第三回。玉子等人一年級時舞棒部的部長。非常喜歡舞棒。看到舞棒很好的人，便會積極勸誘對方入部。

### 玉屋
建於兔子山商店街主街旁小路的糕餅店，傳承至今到了第四代，走傳統的日式糕餅路線。招牌商品是紅豆大福餅。
北白川豆大（聲：藤原啟治）
玉子的父親。糕餅店「玉屋」現任第四代當家，是個頑固的造餅師傳。滴酒不沾。
完全接受不了新事物，為人我行我素。就算被玉子指責會令玉屋和社會脫節也不為所動。對玉子的點子反對居多，但偶而會順應她的意思。
與鄰居兼同行對手大路吾平水火不容，兩人經常吵架，唯有玉子出面勸阻才能擺平；對於吾平之子餅藏，認為他和自家人友好是「企圖竊取店內技術」而從不給他好臉色。
學生時代與八百比邦夫等人組成樂團「Dynamite Beans」，擔任吉他手與主唱。
北白川福（聲：西村知道）
玉子的祖父，豆大的父親，「玉屋」第三代當家。性格與行事作風比較隨和及善良，相較於頑固的兒子，比較會傾聽孫女們的意見。
與兒子的名字拼起來剛好就是玉屋的招牌商品「豆大福」。
北白川餡子（聲：日高里菜（日本）；Brittney Karbowski（美国））
玉子的妹妹，「玉屋」次女，小學四年級生（第三話以後為五年級），愛打扮的時下女孩，與玉子共用臥室（以床簾隔開）。
對姐姐玉子有時直接以暱稱「小玉（たまちゃん）」稱之，稱呼餅藏為「餅」。
和姐姐不一樣，覺得家裡開餅店很土氣，總愛對身邊的事吐槽。不太喜歡迪拉，覺得迪拉很煩人。
由於覺得名字與糕餅的關係太直接很羞人，時常要求別人對她以「餡」稱呼，但卻自稱餡子，目前只有迪拉以「餡」稱呼她。
暗戀同班同學柚季。
北白川雛子（聲：日笠陽子）
玉子姊妹的母親，在玉子小學五年級時離世。左頸下方有顆與玉子一模一樣的黑痣。曾為年幼的餡子精心打扮成女兒節娃娃的外表
過世前常哼著某首玉子記不得的歌，而第九話證實是豆大過去在樂團時寫給雛子的歌。但是在其他人質疑兩首歌聽起來完全不同時，豆大也說出雛子是音癡這件事情。
初次光臨「玉屋」時，因為豆大誤解雛子「請給我豆大（福）、喜歡豆大（福）」的發言意義，也讓兩人的關係有大大的進展。

### RICECAKE Oh!ZEE
原名「大路屋」，只比正對面的同業對手「玉屋」遲了三天開業。糕餅風格偏向走創新的路線。
大路吾平（聲：立木文彥）
餅藏的父親，餅店的老闆。與豆大相反，對餅類小吃走前衛路線卻不被客人欣賞，為了創新把自家的看板從原名「大路屋」改成新的英文名字。
因時常奚落豆大思想守舊，令兩人經常吵架。然而相較於討厭自家兒子的豆大，其本人對除北白川豆大外家人卻是十分友善。
大路道子（聲：雪野五月）
吾平的妻子，餅藏的母親。偶爾也會暗嘲丈夫的爛創意。知道兒子喜歡玉子並支持他。

### 兔子山商店街的眾人
花瀨薰（聲：小野大輔）
花店「Florist Princess」的老闆，懂得替女孩化妝，是把迪拉帶來兔子山的關鍵人物。外表女性化，配音為男性但性別不詳，被迪拉認定為女性。
八百比邦夫（聲：辻谷耕史）
懷舊唱片店兼咖啡屋「星與小丑」的老闆。喜歡獨個兒說話，沖製的咖啡會切合過來品嚐的人，也很會視當下氣氛播放適合的音樂。受玉子之託尋找雛子記憶中的歌。
豆大學生時代的學長，在樂團「Dynamite Beans」擔任鍵盤手。
湯本長治（聲：津久井教生）
澡堂「兔湯」的老闆，同時是小鎮商會會長，很享受自己的工作。從小就夢想和動物說話。
湯本小百合（聲：岩男潤子）
「兔湯」的看板娘，長治的女兒。漂亮可愛的長直髮眼鏡女性。有論及婚嫁對象，但被清水暗戀而不自知。
滿村文子（聲：渡邊久美子）
肉店「Just Meat」的老闆娘，店裡賣的可樂餅很受學生歡迎，也會時常請其他人吃。
常盤信彥（聲：家中宏）
玩具店「常盤堂」的老闆，小綠的祖父。喜歡有朝氣的小朋友前來玩樂。平時持有特製的拐杖形劍球，偶爾會用作獻技之用。
魚谷隆（聲：成田劍）
魚店「刺身」的老闆，性格溫柔。
魚谷真理（聲：日笠陽子）
「刺身」的老闆娘，隆的妻子，比丈夫開明外向。各方面也很照料玉子。
清水富雄（聲：川原慶久）
豆腐店「清水屋」的老闆。身形肥胖，爆炸頭，單身的怪哥哥。暗戀小百合，在喬伊占卜時得知她的婚事，雖失戀收場但亦衷心祝福她。
白木忠直（聲：野坂尚也）
烏冬店「都烏冬」的老闆。沉默寡言的青年。

### 南國
梅查·莫奇馬茲（聲：下野紘）
南國島嶼的王子。性格溫文有禮。
喬伊·莫奇馬茲（聲：山岡百合）
王子的侍從，擔任鳥占官的職務。膚色黝黑，赤腳，穿著南國風服裝。第六話劇末時造訪兔子山，發現迪拉的通訊功能有問題需要修復，因此也暫時居留玉屋作客。
性格認真，對迪拉管教甚嚴，對牠在玉屋打擾的放縱行為十分火大，也很積極幫忙玉屋的家務作為補償。
由於未適應東洋的生活，在泡澡時很易昏倒，會因聽不見家鄉的海浪聲而在夢中偶發鄉愁。
原則上只有節慶時實行占卜職務，以迪拉為占卜道具，會先吹起一個細小鳥形的白色笛子，令迪拉飛起來占卜，占卜結果極之準確。由於迪拉變肥飛得不好，因此逼迪拉減肥。

### 餡子的同學
楓（聲：原嶋明）
男孩子氣的短髮女孩。
紅葉
戴眼鏡的短紅髮女孩。
柚季（聲：藤村鼓乃美）
戴眼鏡的男孩，餡子的暗戀對象，偶時會來玉屋消費。第九話後搬家至兔子山區外。
龍也（聲：五十嵐裕美）
受歡迎的帥氣黑髮男孩。

## 故事舞台
雖然第一話開場時已表明故事裡的人物純屬虛構，但故事當中兔子山商店街的風景其與京都動畫另一套作品《K-ON!》一樣，參考了京都的實景作為故事舞台。本作品的街景主要取材自京阪電鐵京阪本線沿線，其中兔子山商店街取材於京阪本線出町柳站附近，位處京都市上京區寺町通與河原町通之間的出町桝形商店街；而玉子就讀的兔子山高中和附近河邊道路的原型則是位於京都市伏見區深草木瀞町的京都聖母學院和京阪電鐵京阪本線藤森站附近。兔子山高中的西式校舍本身為明治時代的陸軍辦工樓，已有過百年歷史。
由於該商店街和京都聖母學院本身亦有協助本動畫的取材工作，因此本作品內對商店街描繪得極為逼真，玉子穿的校服與京都聖母學院中學部的校服亦非常酷似。在動畫公演後，出町桝形商店街亦在商店街內道掛上了本作品的宣傳海報，亦有設置紀念冊予專程到訪的遊客作留言之用，希望可以借本作帶動商店街的生意。

## 製作人員
- 企劃、原作、動畫製作：京都動畫
- 企劃製作人：八田英明

宣傳海報

- 製作管理：八田陽子（京都動畫）、磯山敦（波麗佳音）、中山佳久（TBS電視台）
- 監督：山田尚子[8]
- 系列構成：吉田玲子[8]
- 角色設計：堀口悠紀子[8]
- 色彩設計：竹田明代[8]
- 美術監督：田峰育子[8]
- 撮影監督：山本倫[8]
- 設定：秋竹齊一[8]
- 編輯：重村建吾[8]
- 音響監督：鶴岡陽太[8]
- 音樂：片岡知子[8]
- 音樂製作人：中村伸一、山口優
- 音樂製作：波麗佳音
- 製作人：瀨波里梨（京都動畫）、中村伸一（波麗佳音）
- 製作：兔子山商店街[8]（京都動畫、波麗佳音、TBS電視台）

## 主題曲
片頭曲
作詞：藤本功一，作曲：片岡知子，編曲：宮川彈，主唱：北白川玉子（洲崎綾）
片尾曲
作詞：宮川彈，作曲：山口優，編曲：赤羽俊之、山口優，主唱：北白川玉子（洲崎綾）
第9話未使用。

### 劇中曲
| 曲目標題                                                             | 作曲                                      | 出现话数                           |
| -------------------------------------------------------------------- | ----------------------------------------- | ---------------------------------- |
| 「My Love's Like」                                                   | Cage North                                | 第1話                              |
| 「Excerpts from "The Return Of The Drowing Witch"（Part1 - Part9）」 | Hogweed                                   | 第1話－第4話、第6話、第8話、第12話 |
| 「Un Lieu de Rencontre」                                             | Marilou                                   | 第2話                              |
| O.S.T「Girl Next door（Zizzania）」                                  | Franco Casa / Paul Bennett                | 第2話、第12話                      |
| 「Hajimete No Hoshi」                                                | Toshiya Nagoshi                           | 第3話                              |
| 「Pink Marigold Ice Cream」                                          | Pink Marigold Ice Cream&Giuliano Sopliani | 第6話                              |
| 「Atlantis Flower」                                                  | Paul Dante and His Lobu laria Orchestra   | 第7話                              |
| 「」                                                                 |                                           | 第9話                              |
| 「Davata Vlna Tanec」                                                | Vladis lav Fibich symfonietta             | 第10話                             |
| 「Girl on the 94」                                                   | The Cupid's Toy                           | 第11話                             |

## 各話列表
| 話數              | 日文標題 | 中文標題                 | 劇本       | 分鏡              | 演出              | 作畫監督   |
| ----------------- | -------- | ------------------------ | ---------- | ----------------- | ----------------- | ---------- |
| 第1話             |          | 那個女孩是可愛的餅店女兒 | 吉田玲子   | 山田尚子          | 山田尚子          | 堀口悠紀子 |
| 第2話             |          | 戀花綻放的情人節         | 吉田玲子   | 山田尚子          | 三好一郎          | 西屋太志   |
| 第3話             |          | 讓冷漠的她熱呼呼         | 吉田玲子   | 小川太一          | 小川太一          | 丸木宣明   |
| 第4話             |          | 小小的戀情綻放了         | 花田十輝   | 北之原孝將        | 北之原孝將        | 池田晶子   |
| 第5話             |          | 一起度過的一夜           | 花田十輝   | 太田香            | 太田香            | 秋竹齊一   |
| 第6話             |          | 我也不寒而慄             | 橫手美智子 | 河浪榮作          | 河浪榮作          | 引山佳代   |
| 第7話             |          | 那女孩出嫁了             | 吉田玲子   | 內海紘子          | 石原立也 石立太一 | 池田和美   |
| 第8話             |          | 別再叫我雞了             | 橫手美智子 | 武本康弘          | 武本康弘          | 植野千世子 |
| 第9話             |          | 唱歌吧，戀愛之歌         | 吉田玲子   | 三好一郎          | 三好一郎          | 內藤直     |
| 第10話            |          | 那女孩的舞棒上花兒綻放   | 橫手美智子 | 小川太一          | 小川太一          | 丸木宣明   |
| 第11話            |          | 難道那個女孩是王妃       | 吉田玲子   | 山田尚子          | 北之原孝將        | 池田晶子   |
| 第12話 （最終回） |          | 今年也到了歲暮           | 吉田玲子   | 石原立也 山田尚子 | 石原立也          | 池田和美   |

## 播放單位
日本深夜動畫：下文記載的日本国内播放時間使用日本標準時間（UTC+9）表示。因為部分時間标识會採用30小时制，因此請留意这类超过24:00的时间，其實際播放時間為翌日清晨。
| 播放地區 | 播放電視台       | 播放日期               | 播放時間（UTC+9）         | 所屬聯播網 | 備註       |
| -------- | ---------------- | ---------------------- | ------------------------- | ---------- | ---------- |
| 東京都   | TOKYO MX         | 2013年1月9日－3月27日  | 星期三 24時30分－25時00分 | 独立UHF局  |            |
| 兵庫縣   | SUN電視台        | 2013年1月9日－3月27日  | 星期三 24時35分－25時05分 | 独立UHF局  |            |
| 京都府   | KBS京都          | 2013年1月9日－3月27日  | 星期三 25時00分－25時30分 | 独立UHF局  |            |
| 愛知縣   | 愛知電視台       | 2013年1月9日－3月27日  | 星期三 26時05分－26時35分 | 東京電視網 |            |
| 日本全國 | BS11             | 2013年1月13日－3月31日 | 星期日 24時00分－24時30分 | 衛星電視   | ANIME+節目 |
| 日本全國 | TBS點播 萬代頻道 | 2013年1月15日－4月2日  | 星期二 24時00分 更新      | 網絡電視   |            |
| 日本全國 | ANIMAX           | 2013年1月30日－4月17日 | 星期三 22時00分－22時30分 | 衛星電視   |            |

| 播放地區 | 播放電視台 | 播放日期               | 當地播放時間         | 所屬聯播網  | 備註              |
| -------- | ---------- | ---------------------- | -------------------- | ----------- | ----------------- |
| 臺灣     | Animax     | 2014年8月3日－8月14日  | 每天18:30－19:00     | 有線電視    |                   |
| 臺灣     | Animax HD  | 2015年1月20日－1月31日 | 每天19:00－19:30     | 中華電信MOD | Animax HD開台節目 |
| 香港     | Animax     | 2015年1月6日－1月21日  | 週一至五21:00－21:30 | 有線電視    |                   |

## BD及DVD
| 卷數 | 收錄集數   | 發售日期      | 封面角色及設計                                               | 初回版附贈 | 附贈影像 | 附贈音訊                                 | 備註 |
| ---- | ---------- | ------------- | ------------------------------------------------------------ | --- | --- | ---------------------------------------- | ---- |
| 1    | 第1－2話   | 2013年3月20日 | 北白川玉子 常盤綠 牧野神菜                                   | 第1話劇中歌「My Love's Like」Cage North 全球首度發行之CD 24頁全彩特製小冊子 堀口悠紀子繪製之明信片 特製影碟盒                                          | 迷你動畫「」 製作現場檔案「山田監督的～堀口悠紀子內心潛行～」 優先上映活動影像 無字幕OP／ED 網絡版預告 PV及宣傳CM集 | 電台廣播劇＃1－2 聲優評論 製作人員評論   |      |
| 2    | 第3－4話   | 2013年4月17日 | 北白川玉子 北白川餡子 朝霧史織                               | 第2話劇中歌「Un Lieu de Rencontre」Marilou 全球首度發行之CD 24頁全彩特製小冊子 堀口悠紀子繪製之明信片 特製影碟盒                                       | 迷你動畫「」 製作現場檔案「山田監督的～向動畫師突擊～」 網路版預告                                                  | 電台廣播劇＃3－4 聲優評論 製作人員評論   |      |
| 3    | 第5－6話   | 2013年5月15日 | 北白川玉子 常盤綠 牧野神菜 朝霧史織                          | 劇中歌「Excerpts from"The Return Of The Drowning Witch"（Part1～Part9）」Hogweed 全球首度發行之CD 24頁全彩特製小冊子 堀口悠紀子繪製之明信片 特製影碟盒 | 迷你動畫「」 網路版預告                                                                                             | 電台廣播劇＃5－6 聲優評論 製作人員評論   |      |
| 4    | 第7－8話   | 2013年6月19日 | 北白川玉子 常盤綠 牧野神菜 德拉 喬伊·莫茨馬之                | 劇中歌「O.S.T.“Girl Next Door”（Zizzania）」 Franco Casa / Paul Bennett 全球首度發行之CD 24頁全彩特製小冊子 堀口悠紀子繪製之明信片 特製影碟盒          | 迷你動畫「」 網路版預告                                                                                             | 電台廣播劇＃7－8 聲優評論 製作人員評論   |      |
| 5    | 第9－10話  | 2013年7月17日 | 北白川玉子 北白川餡子 大路餅藏 北白川豆大 德拉 喬伊·莫茨馬之 | 劇中曲「」全球首度發行之CD 24頁全彩特製小冊子 堀口悠紀子繪製之明信片                                                                                   | 迷你動畫「」 製作現場檔案「山田監督的～在攝影現場攝影～」 網路版預告                                                | 電台廣播劇＃9－10 聲優評論 製作人員評論  |      |
| 6    | 第11－12話 | 2013年8月21日 | 北白川玉子 德拉 北白川餡子 大路餅藏 梅查·莫茨馬之 商店街眾人 | 劇中曲「Girl on the 94」The Cupid's Toy」全球首度發行之CD 24頁全彩特製小冊子 堀口悠紀子繪製之明信片                                                    | 迷你動畫「」 網路版預告                                                                                             | 電台廣播劇＃11－12 聲優評論 製作人員評論 |      |

## CD
| 發售日        | 名稱 | 商品編號   |
| ------------- | ---- | ---------- |
| 2013年1月25日 |      | PCCG-70172 |
| 2013年1月25日 |      | PCCG-70173 |
| 2013年2月20日 |      | PCCG-01328 |
| 2013年4月26日 |      | PCCG-01329 |
| 2013年8月10日 |      | BRCG-00020 |
| 2014年4月9日  |      | SCCG-00002 |
| 2014年4月30日 |      | PCCG-7021  |
| 2014年7月16日 |      | PCCG-01416 |
| 2014年7月16日 |      | PCCG-01415 |

## 劇場版

### 製作人員
- 製作：八田陽子、古川陽子、中山佳久
- 企劃、原作、動畫製作：京都動畫
- 監督、分鏡：山田尚子
- 劇本：吉田玲子
- 角色設計、總作畫監督：堀口悠紀子
- 演出：山田尚子、小川太一、河浪榮作、山村卓也
- 《南島的小迪拉》分鏡、演出：石原立也
- 作畫監督：堀口悠紀子、丸木宣明、引山佳代
- 補助作畫監督：秋竹齊一、植野千世子、內藤直
- 美術監督：田峰育子
- 色彩設計：竹田明代
- 攝影監督：山本倫
- 設定：秋竹齊一
- 音響監督：鶴岡陽太
- 音樂：片岡知子、manual of errors
- 剪接：重村建吾
- 製作：兔子山商店街
- 配給：松竹

### 主題曲
主題曲
作詞：愛鈴，作曲：藤本功一，編曲：谷口尚久，主唱：洲崎綾
片頭曲「KOI NO UTA」
作詞：北白川豆大，作曲：，主唱：北白川豆大
片尾曲
作詞：北白川豆大，作曲：，主唱：北白川玉子

### 劇中曲

作詞：北白川豆大，作曲、主唱：
「Excerpts from "The Return Of The Drowing Witch"（Part1 - Part9）」
作曲、編曲、演奏：Hogweed
「qum Daiwtiigyam」
作詞： Gunung Bangep，作曲：Ro ga-nang，主唱：Daniels

作詞、作曲、主唱：雛子

作曲：中村八大，編曲：片岡知子

## 外部連結
- 電視動畫《玉子市場》官方網站 （页面存档备份，存于） （日語）
- 剧场版《玉子爱情故事》官方网站 （页面存档备份，存于） （日語）
- 《玉子愛情故事 小說》官方網站 （页面存档备份，存于） （日語）
- 電視動畫《玉子市場》的X（前Twitter） （日語）
- 劇場版《玉子愛情故事》的X（前Twitter） （日語）
- 玉子市場（動畫）在動畫新聞網百科全書中的資料（英文）